# Brandyn Curry
Brandyn Curry (nacido el 2 de octubre de 1991 en Huntersville, Carolina del Norte) es un exjugador de baloncesto estadounidense. Con 1,85 metros de estatura, jugaba en la posición de base.

## Trayectoria deportiva
Es un base que jugó durante cuatro temporadas en los Harvard Crimson y tras no ser drafteado en 2014, debutó como profesional en Holanda en las filas del SPM Shoeters Den Bosch.
En la temporada 2015-16 llega a Alemania para jugar en el Eisbären Bremerhaven. Las siguientes temporadas las juega en Eslovenia y regresa a Holanda para reforzar al Donar Groningen con el que también jugaría Eurocup.
En verano de 2018, firma con el ESSM Le Portel de la liga de baloncesto de Francia.